# Magia zăpezii (film)
Magia zăpezii (în engleză Snow) este un film de Crăciun din 2004 regizat de Alex Zamm după un scenariu de Rich Burns. Rolurile principale au fost interpretate de actorii Tom Cavanagh și Ashley Williams. A avut premiera la 13 decembrie 2004 pe canalul ABC. A avut o continuare, filmul Magia zăpezii 2 din 2008.
A devenit parte a blocului de programe 25 Days of Christmas transmis anual de fostul ABC Family, acum Freeform.

## Distribuție
- Tom Cavanagh - Nick Snowden
- Ashley Williams - Sandy Brooks
- Patrick Fabian - Buck Seger

Alte roluri:
- Bobb'e J. Thompson - Hector
- Jackie Burroughs - Lorna
- Leslie "Les" Carlson - Chester
- Karen Robinson - Isabel
- Paul Bates - Carl
- Adam Greydon Reid - Jordan
- Dan Willmott - Passenger #1
- Bubba - Security Guard #2
- Zie Souwand - Boy on Tour Bus
- Mark Breanne - Girl on Tour Bus
- Andrea Scott - Female Co-worker
- Michael Dunston - Man Dressed - Elf